# Davignac
Davignac är en kommun i departementet Corrèze i regionen Nouvelle-Aquitaine i de centrala delarna av Frankrike. Kommunen ligger  i kantonen Meymac som tillhör arrondissementet Ussel. År 2022 hade Davignac 233 invånare.

## Befolkningsutveckling
Antalet invånare i kommunen Davignac
Referens:INSEE